# Trichonta concinna
Trichonta concinna är en tvåvingeart som beskrevs av Gagne 1981. Trichonta concinna ingår i släktet Trichonta och familjen svampmyggor. Arten är reproducerande i Sverige. Inga underarter finns listade i Catalogue of Life.